# Фатіх Еркоч
Мехмет Фатіх Еркоч (нар. 7 квітня 1953 р.) — турецький співак і композитор джазової та естрадної музики. 

## Біографія
Фатіх Еркоч — син Гасана Еркоча, музиканта, який грав на народному музичному інструменті уд. Коли Фатіху було три роки батько подарував йому скрипку. Фатіх навчався в консерваторії муніципалітету Стамбула. Грав на тромбоні в Стамбульському державному симфонічному оркестрі. Потім поїхав до Норвегії. В 1986 році повернувся до Туреччини. Його перший альбом — Nihayet. Взяв участь в пісенному конкурсі «Золотий пігон» Kuşadası і переміг. Його останнім альбомом був Kör Randevu.  24 лютого 2009 р. Фатіх Еркоч приєднався до концерту "Лютфю Кірдар". Брав участь в написанні останнього альбому турецького джазового музиканта Озана Маслуоглу, з його оригінальною композицією "As Long As You're Here With Me" В Туреччині він випустив True Love разом із Ферітом Одманом на барабанах, Еркюментом Оркутом на фортепіано та Каґаном Ілдізом на контрабасі 

## Альбоми
- Yol Verin A Dostlar (червень 1987 р.)
- Ellerim Bomboş (березень 1992 р.)
- Penceremden Gökyüzüne (лютий 1993 р.)
- Sana Deliyim (січень 1994 р.)
- Kardelen (червень 1996 р.)
- Korkmazdım REMIX  (травень 1998 р.)
- Vefasız(серпень 1999 р.)
- Fatih Erkoç Klasikleri (березень 2002 р.)
- Beklenen (вересень 2004 р.)
- Kör Randevu (березень 2007 р.)
- Тріо Fatih Erkoç & Kerem Görsev - Леді зі Стамбула (2019)
- Seher Yeli  (2010)
- Yanında Her Kimse (2011)
- Babamdan Miras (2012)
- Çocuk Şarkıları (2014)
- True Love (2016)
- 5. Boyut (2018) [1]